# Канг Чап
Канг Чап, революционный псевдоним Се — камбоджийский революционер, деятель режима Красных Кхмеров. Секретарь Северной зоны (1977—1978), глава судебного комитета Камбоджи (Демократической Кампучии). В августе 1978 года арестован службой госбезопасности Сантебаль.